# Camillo Monetti
Camillo Monetti (Ronco Scrivia, 1892 – Udine, 4 gennaio 1919) è stato un calciatore e militare italiano, di ruolo difensore.

## Carriera
Cresciuto calcisticamente nel Novara, durante lo svolgimento del servizio militare nella Capitale approdò alla Lazio dove giocò in prima squadra quasi tutta la stagione 1913-1914. Fu titolare nelle due partite della finale vinte dal  Casale, nel luglio 1914,  per l'assegnazione del titolo di Campione d'Italia. Tornato al Novara l'anno successivo fu richiamato alle armi per la mobilitazione per la grande guerra.

## Biografia
Il 17 agosto 1916 è gravemente ferito in combattimento a Oppacchiasella. Le conseguenze lo porteranno alla morte 3 anni dopo. Promosso al grado di sergente maggiore e nominato Cavaliere con Regio Decreto pubblicato sulla Gazzetta Ufficiale il 19 aprile 1919. Gli fu conferita la Medaglia di Bronzo al Valor Militare.
Sepolto nel cimitero comunale di Udine fu traslato nel 1923 a Torino nel Sacrario ossario della Gran Madre di Dio.